# Les Sept-Cantons-Unis-du-Saguenay
Les Sept-Cantons-Unis-du-Saguenay est une ancienne municipalité de cantons-unis d'abord située dans le comté de Saguenay, puis dans la municipalité régionale de comté de La Haute-Côte-Nord au Québec (Canada). 
À sa création en 1914, son territoire recouvre les actuelles municipalités de Baie-Comeau, Ragueneau, Chute-aux-Outardes, Hauterive, Baie-Trinité, Godbout et Franquelin qui s'en détachent successivement. Dépeuplée et démembrée, la municipalité est dissoute en 1989.

## Toponymie
La municipalité obtient son nom des sept cantons englobés par son territoire à sa création, soit Raffeix, Ragueneau, Manicouagan, Laflèche, Bourdon, Franquelin et Des Monts. La municipalité est originellement rattachée au comté de Saguenay, ce qui lui vaut la seconde particule de son nom,.

## Histoire
La municipalité des Sept-Cantons-Unis-du-Saguenay est incorporée le 29 octobre 1914. En 1931, la population de l'immense territoire est de 2 007 habitants. Les villages compris dans ce territoire sont alors Saint-Eugène-de-Manicouagan, Godbout, Pointe-des-Monts et Baie-Trinité.
La ville de Baie-Comeau est détachée de la municipalité par une loi en 1937. La population des Sept-Cantons-Unis-du-Saguenay est de 3 959 habitants en 1941, puis atteint 4 153 habitants en 1951. Entretemps, les municipalités de Ragueneau, Chute-aux-Outardes et Hauterive sont détachées du territoire.
En 1955, les municipalités de village de Baie-Trinité et Godbout sont constituées depuis des parties des Sept-Cantons-Unis-du-Saguenay. Aussi, une partie du territoire est annexée par Hauterive. En 1956, la population est de 1 731 habitants. Baie-Comeau annexe ensuite à deux reprises des parties du territoire. En 1961, la population est de 1 964 habitants.
Une partie du territoire est de nouveau transférée à Baie-Comeau et Hauterive en 1976, puis à Baie-Trinité, Godbout et Hauterive en 1977. L'année suivante, la municipalité de Franquelin est érigée depuis une partie des territoires des Sept-Cantons-Unis-du-Saguenay. 
Le détachement de Franquelin fait en sorte que la municipalité de cantons-unis est désormais dépourvue d'habitants. Les Sept-Cantons-Unis-du-Saguenay est tout de même incluse à la municipalité régionale de comté de La Haute-Côte-Nord à sa création, avant d'être dissoute le 1er janvier 1989 par la Loi sur l'organisation territoriale municipale. Ce qui reste de son territoire, soit le canton de Raffeix, est annexé au territoire non organisé de Lac-au-Brochet,,.